# 陳維倫
（1）陳維倫，字叙五。福建福清人，清朝政治人物，同進士出身。
光緒二十四年（1898年）戊戌科進士，三甲一百一十五名，同年五月，著交吏部掣签分发各省，以知县即用，即用福建知县，官大埔縣知縣。 
（2）臺灣人，人生歷練豐富，感情經驗豐富，畢業於臺灣大學昆蟲系以及臺灣大學昆蟲系研究所第一名畢業，目前任教於新北市立錦和高中，為錦和高中第18屆607班導師,近期酷愛星際旅行,尤以月球為主。 目前積極徵女友，於2018年6月25日時告白，但結果不盡理想。頭上有一顆尚未開眼的寫輪眼，正在練習瑜伽，以習得冥想開眼法